# Chotla (dopływ Wierzbiaka)
Chotla – potok, prawobrzeżny dopływ Wierzbiaka o długości 4,08 km i powierzchni zlewni 10,35 km².